# Kryterium Asów Polskich Lig Żużlowych im. Mieczysława Połukarda 2002
Kryterium Asów Polskich Lig Żużlowych im. Mieczysława Połukarda 2002 – 21. edycja turnieju żużlowego poświęconego pamięci polskiego żużlowca, Mieczysława Połukarda odbył się 26 marca 2002. Zwyciężył Tomasz Gollob.

## Wyniki
- 26 marca 2002 (wtorek), Stadion Polonii Bydgoszcz
- NCD: Tomasz Gollob - 64,24 w wyścigu 2
- Sędzia: Marek Wojaczek

| Msc. | Zawodnik                 | Klub         | Pkt |               |  |
| ---- | ------------------------ | ------------ | --- | ------------- |  |
| 1    | (5) Tomasz Gollob        | Bydgoszcz    | 15  | (3,3,3,3,3)   |  |
| 2    | (1) Piotr Protasiewicz   | Bydgoszcz    | 13  | (3,2,2,3,3)   |  |
| 3    | (4) Grzegorz Walasek     | Częstochowa  | 11  | (2,3,3,2,1)   |  |
| 4    | (12) Jacek Gollob        | Bydgoszcz    | 10  | (2,1,2,2,3)   |  |
| 5    | (15) Rafał Dobrucki      | Piła         | 9   | (3,2,1,1,2)   |  |
| 6    | (10) Michał Robacki      | Bydgoszcz    | 8   | (3,2,2,1,0)   |  |
| 7    | (11) Tomasz Bajerski     | Toruń        | 8   | (1,3,1,1,2)   |  |
| 8    | (9) Andrzej Huszcza      | Zielona Góra | 7   | (t,0,2,3,2)   |  |
| 9    | (8) Piotr Świst          | Gorzów Wlkp. | 7   | (2,0,1,3,1)   |  |
| 10   | (16) Wiesław Jaguś       | Toruń        | 7   | (2,2,0,2,1)   |  |
| 11   | (6) Robert Sawina        | Toruń        | 6   | (1,1,3,0,1)   |  |
| 12   | (3) Mirosław Kowalik     | Toruń        | 5   | (dst,0,3,0,2) |  |
| 13   | (14) Sławomir Drabik     | Opole        | 4   | (w,3,0,1,0)   |  |
| 14   | (7) Krzysztof Cegielski  | Gdańsk       | 4   | (d,1,d,d,3)   |  |
| 15   | (2) Rafał Kurmański      | Zielona Góra | 3   | (1,0,0,2,0)   |  |
| 16   | (13) Łukasz Stanisławski | Bydgoszcz    | 2   | (1,1,d,0,0)   |  |
|      | rez. Robert Umiński      | Bydgoszcz    |     | (0)           |  |
|      | rez. Grzegorz Musiał     | Bydgoszcz    |     | (0)           |  |

Bieg po biegu
1. [64,41] Protasiewicz, Walasek, Kurmański, Kowalik
2. [63,24] T.Gollob, Świst, Sawina, Cegielski
3. [65,00] Robacki, J.Gollob, Bajerski, Umiński Umiński za Huszczę
4. [65,28] Dobrucki, Jaguś, Stanisławski, Musiał Musiał za Drabika
5. [65,53] T.Gollob, Protasiewicz, Stanisławski, Huszcza
6. [65,41] Drabik, Robacki, Sawina, Kurmański
7. [65,06] Bajerski, Dobrucki, Cegielski, Kowalik
8. [65,51] Walasek, Jaguś, J.Gollob, Świst
9. [65,32] Sawina, Protasiewicz, Bajerski, Jaguś
10. [65,32] T.Gollob, J.Gollob, Dobrucki, Kurmański
11. [65,62] Kowalik, Huszcza, Świst, Drabik
12. [65,84] Walasek, Robacki, Stanisławski, Cegielski
13. [65,74] Protasiewicz, J.Gollob, Drabik, Cegielski
14. [65,93] Świst, Kurmański, Bajerski, Stanisławski
15. [65,02] T.Gollob, Jaguś, Robacki, Kowalik
16. [66,15] Huszcza, Walasek, Dobrucki, Sawina
17. [65,58] Protasiewicz, Dobrucki, Świst, Robacki
18. [65,23] Cegielski, Huszcza, Jaguś, Kurmański
19. [65,27] J.Gollob, Kowalik, Sawina, Stanisławski
20. [65,13] T.Gollob, Bajerski, Walasek, Drabik